# Neymargate
Neymargate, Neymar-Gate, ou ainda Caso Neymar, foi como ficou conhecido o caso em que envolveu a venda do atacante de futebol Neymar ao Barcelona em 2013, e que culminou com o pedido de renuncia do então presidente do clube Sandro Rosell.

## O caso
Em maio de 2013, o Barcelona anunciou a contratação de Neymar junto ao Santos por 57,1 milhões de euros (cerca de 182 milhões de reais), o que seria a 11ª contratação mais cara da história do futebol. Deste valor, o clube pagou 17,1 milhões de euros ao clube Santos e 40 milhões "a uma sociedade", supostamente de propriedade do pai do jogador. Porém, como este valor foi considerado baixo, uma vez que o Real Madrid também teria feito proposta pelo jogador, o jornal espanhol El Mundo publicou, no segunda-feira, 20 de janeiro de 2014, que o Barcelona desviou 38 milhões de euros (121 milhões de reais) da contratação do atacante brasileiro.
| “ | "Chamou a atenção quando o Barcelona anunciou que estava acertando a contração de Neymar por € 57 milhões, que aparentemente era uma quantia baixa pelos valores que são anunciados no mundo do futebol e pelo prestígio que tinha o Neymar no futebol brasileiro. E chamou ainda mais a atenção quando Florentino Pérez, presidente do Real Madrid, tentou contratá-lo praticamente ao mesmo tempo e pediram € 150 milhões. Ao mesmo tempo os sócios do Barcelona fizeram um requerimento para saber quanto o jogador realmente custou aos cofres do clube. Quando tivemos acesso aos documentos, vimos que foi uma quantia maior do que o anunciado. O Barcelona realmente mentiu, não falou a verdade. O montante total foi de € 95 milhões." | ” |

A investigação começou em dezembro de 2013, após Jordi Cases, um dos sócios do Barcelona, entrar na Justiça para exigir esclarecimentos sobre supostas irregularidades na transferência do brasileiro (ele apresentou uma denúncia contra o então presidente Sandro Rosell, que não teria declarado parte do valor pago pelo jogador).
Em janeiro, o diário espanhol El Mundo publicou reportagem dando detalhes do contrato. Enquanto o Barcelona afirmava oficialmente que o custo da contratação era de 57,1 milhões de euros, o jornal apontava um valor de 92 milhões.
Rosell, então, renunciou à presidência do clube após a Justiça afirmar que investigará a denúncia sobre o suposto desvio de dinheiro na transferência do jogador. Segundo o jornal "La Vanguardia", Rossell optou pela saída para "preservar o clube na medida do possível, já que se presume que será uma longa batalha jurídica". No mesmo dia da renuncia de Rosell, Neymar postou uma foto em seu instagram sorrindo, o que gerou muitas criticas da imprensa espanhola.

### Fatos pós-queda de Rossell
Depois da renúncia de Sandro Rosell à presidência, o sócio do Barcelona Jordi Cases retirou a ação que provocou a saída do dirigente, uma vez que ficou receoso em prejudicar o Barcelona. Segundo o jornal espanhol La Vanguardia, Cases acredita que a ação contra o dirigente, por suposta apropriação indébita da negociação do craque, estaria favorecendo os rivais. “Não gosto que utilizem a investigação para irem contra a Catalunha e o Barça. Como catalão e independentista, isso me indigna", disse ele. Entretanto, mesmo com Cases retirando a ação, a investigação continuou, uma vez que já foi aceita pelo juiz Pablo Ruz, da Audiência Nacional espanhola.
Na sexta-feira, 24 de janeiro de 2014, o diretor financeiro do clube catalão, Raul Sanllehí, expôs o valor total da operação. Segundo ele, Neymar foi comprado por 88,4 milhões de euros (cerca de 291 millhões de reais), e explicou que a diferença de 9 milhões de euros (29,5 milhões de reais) entre os valores publicados pela imprensa espanhola e os oficiais. Através da apresentação de slides, foi exposto que tal cifra foi desembolsada pelo Barcelona nos dois amistosos contra o Santos, mas, erradamente, computada no valor da compra de Neymar. Ele informou ainda que a abertura dos valores da negociação foi um pedido do pai de Neymar, que estaria incomodado com as acusações referentes ao contrato do filho, investigado pela Justiça espanhola.
| “ | "Toda essa negociação nos leva a uma soma de 86,2 milhões de euros, fora o bônus de 2,2 milhões (caso Neymar seja finalista do prêmio da Bola de Ouro da Fifa). Isso sem levar em consideração o salário fixo do jogador." | ” |

No dia 24 de fevereiro, o Barcelona confirmou, em comunicado enviado à imprensa, que pagou 13,5 milhões de euros (cerca de R$ 43 milhões) no processo de sonegação fiscal referente à contratação de Neymar, após o juiz Pablo Ruz, da Audiência Nacional, concluir que alguns valores do contrato são considerados rendimentos salariais e, portanto, estão sujeitos a tributação. Considerou ainda que Neymar tinha no momento da contratação pela equipe espanhola a condição fiscal de "não residente", por isso "a obrigação de tributação corresponderia ao pagador, o Barcelona. Com este novo pagamento, de 13,5 milhões de euros (43,4 milhões de reais), o clube catalão elevou o preço do camisa 11 de 86,2 milhões de euros (276,6 milhões de reais) para 99,7 milhões de euros (320 milhões de reais), tornando-o, assim, o jogador mais caro da história do futebol.
Em 26 de setembro de 2014, o juiz Pablo Ruz, rejeitou a acusação. Nos autos, ele afirmou que não estava configurada a participação ativa de Bartomeu e Faus nos delitos de apropriação indébita, como defendia a ampliação da denúncia. Apesar de ter negado as denúncias, o juiz destacou que não haverá problema "para se resolver uma vez praticada as diligências já em trâmite", e disse que pode indiciar mais pessoas caso uma sentença pericial determine a existência de um prejuízo efetivo e quantificável para o clube.
Em dezembro de 2016, o Tribunal de Justiça de Barcelona divulgou a sentença definitiva, confirmando o acordo entre o clube Barcelona e a Fiscalia espanhola. Na soma de débitos e multas, o Barça deverá paga um total de 6 milhões de euros (cerca de 21 milhões de reais), levando em consideração algumas atenuantes, como reparação de danos e adoção de medidas para evitar novos delitos, segundo o jornal "Mundo Deportivo".

### Repercussões
Além da renúncia de Rossell, o caso gerou várias repercussões:
- No Brasil, o Santos e o Grupo Sonda planejam entrar na Justiça brasileira para tentar receber parte dos recursos da família de Neymar. No contrato com o Barcelona, o clube e a empresa deveriam receber uma porcentagem pela venda. Se ficar provado que a transação foi maior do que a divulgada, a porcentagem deles deverá ser maior.[16]
- O acordo foi fechado em um momento em que o mundo inteiro sabia que Barcelona e Santos poderiam se enfrentar na decisão do Mundial de Clubes da Fifa, em dezembro de 2011, no Japão, o que é eticamente questionável.[17]
- O pagamento de 10 milhões de euros (33 milhões de reais) feito pelo Barcelona ao pai e agente de Neymar dá margem para que o ato seja visto como um pré-contrato ilegal. O item 3 do capítulo 4 do regulamento de transferências da Fifa afirma que um atleta só pode assinar um pré-contrato com outro clube se o vínculo com sua equipe atual se encerrar em seis meses ou menos. Como o clube paulista afirma que sequer sabia do pagamento, o Barcelona pode vir a ser punido. Caso a Fifa entenda ter sido um por pré-contrato ilegal, o clube pode até ficar um ano impossibilitado de contratar jogadores ou receber uma multa.[18] Em janeiro de 2017, o Barcelona admitiu ter fechado a contratação de Neymar em dezembro de 2011; ou seja, antes do prazo permitido pela Fifa, já que o jogador tinha contrato com o Santos até agosto de 2014, e, segundo as regras da Fifa, um atleta só pode assinar com outro clube quando faltar menos de seis meses para o fim de seu contrato.[19]

#### Investigação do Ministério Público Federal
No dia 28 de Janeiro, o pai de Neymar convocou a imprensa para explicar a venda de seu filho ao Barcelona, e reafirmar os dados já expostos pelo Barcelona 4 dias antes. Após o pai de Neymar dar uma coletiva à imprensa, e divulgar detalhes do contrato, o MPF (Ministério Público Federal) anunciou que está investigando se ele cometeu crime tributário quando da transferência do jogador. Segundo a Lei 8.137/90, caso seja provado que houve crime de ordem tributária, o pai de Neymar pode ficar de dois a cinco anos preso, com pagamento de multa completando a pena.
No dia 19 de janeiro de 2017, o Carf (Conselho Administrativo de Recursos Federais) definiu uma multa de 188,8 milhões de reais a Neymar por omissão de cerca de 65 milhões de reais em rendimentos recebidos do Santos e da transferência milionária ao Barcelona (com juros, essa sanção foi elevada a aproximadamente 200 milhões de reais).
Conforme divulgado pelo Globoesporte.com, as acusações contra o atleta são:
1. Aquisição de direitos de imagem pelo Santos;
2. Pagamentos mensais feitos pelo Santos a título de direitos de imagem;
3. Direito de preferência pago pelo Barcelona;
4. Contratação de empresa do pai de Neymar para serviço de scouting;
5. Pagamentos mensais feitos pelo Barcelona a título de direitos de imagem;

## Dados estatísticos
- Com o valor de 88,4 milhões de euros, Neymar chegou a ser segundo jogador mais caro da história, à época. Como este valor só foi revelado após a contratação do galês Gareth Bale pelo Real Madrid, sua contratação passa a ser então a 3ª mais cara da história.[24] Contudo, em fevereiro de 2014, após o Barcelona pagar 13,5 milhões de euros ao fisco, Neymar tornou-se o jogador mais caro da história, a frente, inclusive, de Gareth Bale.[13]
- De acordo com a mídia espanhola, com a revelação do novo contrato, Neymar passou a receber a terceira maior remuneração do elenco, atrás apenas Messi e Iniesta.[25] Porém, segundo informação obtida pelo ESPN.com.br, o salário anual do brasileiro, se agregadas as cláusulas "opacas" do contrato — como busca de novas promessas do Santos", no valor de 2 milhões de euros (6,8 milhões de reais); "prospecção de publicidade de empresas brasileiras", com mais 4 milhões de euros (13,6 milhões de reais); e "projetos sociais que se destinem a ajudar crianças de favelas em São Paulo", por mais 2,5 milhões de euros (8,5 milhões de reais) — chega a ser maior até do que o de Lionel Messi.[26]